# Mitch Lucker
Mitch Lucker, właśc. Mitchell Adam Lucker (ur. 20 października 1984 w Riverside, zm. 1 listopada 2012 w Huntington Beach) – amerykański muzyk i wokalista deathcoreowego zespołu Suicide Silence.

## Życiorys
Jako wokalista zaczął swoją karierę w garażu swojego brata, w którym nagrał cover do utworu zespołu Hatebreed. Później, wraz z Chrisem Garza stworzył zespół Suicide Silence. Debiutem tej grupy był album The Cleansing, który został jednym z najlepiej sprzedających się albumów Century Media, z 7250 płytami sprzedanymi w pierwszy tydzień. Ich kolejny album No Time to Bleed został wydany 30 czerwca 2009. Ostatni album zespołu z udziałem Mitcha, The Black Crown został wydany 12 sierpnia 2011 i pozbawiony był antyreligijnych treści w tekstach.
Od 2010 był żonaty z Jolie Carmadella. Mieli córkę.
Zginął w wypadku drogowym, prowadząc motocykl.
21 grudnia 2012 odbył się koncert wspomnieniowo-charytatywny poświęcony jego pamięci, którego celem było wsparcie finansowe córki Luckera (w jego trakcie wystąpili muzycy, m.in. Tim Lambesis, Max Cavalera, Robb Flynn, Randy Blythe); zapis koncertu został udostępniony w internecie oraz wydany jako Suicide Silence - Ending Is The Beginning: The Mitch Lucker Memorial Show 18 lutego 2014.

## Dyskografia
Albumy studyjne Suicide Silence
- The Cleansing (18 września 2007)
- No Time to Bleed (30 czerwca 2009)
- The Black Crown (2011)[7]

Minialbumy Suicide Silence
- Suicide Silence EP (2005)
- Green Monster (2008)

Commissioner
- What Is? (2011)

Występy gościnne
- "Predator", "Never Prey" grupy The Acacia Strain (2006)
- "Classic Struggle" grupy Winds of Plague (2009)
- "Malenchanments of the Necrosphere" grupy The Black Dahlia Murder (2011)
- "We Are the Many" grupy Caliban na albumie I Am Nemesis (2012)

## Teledyski
Teledyski Suicide Silence
- 2008 "The Price of Beauty" (reż. Matt Bass)
- 2008 "Bludgeoned to Death" (reż. David Brodsky)
- 2008 "Unanswered" (reż. Jerry Clubb)
- 2009 "Wake Up" (reż. David Brodsky)
- 2009 "Genocide" (reż. Jerry Clubb)
- 2010 "Disengage" (reż. Thomas Mignone)
- 2011 "You Only Live Once" (reż. Nathan "Karma" Cox)
- 2012 "Slaves to Substance" (reż. Nathan "Karma" Cox)
- 2012 "Fuck Everything" (reż. Jeremy Schott)